# Навлінський район
На́влінський муніципа́льний райо́н — адміністративна одиниця на сході Брянської області Росії.
Адміністративний центр — смт Навля.

## Історія
5 липня 1944 року Указом  Президії Верховної Ради СРСР була утворена Брянська область, до складу якої, поряд з іншими, був включений і Навлінський район. В 1963 році район був скасований, в 1965 році - відновлений.

## Демографія
Населення району становить 28,2 тис. чоловік, у тому числі в міських умовах проживають близько 16 тис. Усього налічується 86 населених пунктів.
Загальна чисельність населення району (з райцентром):
|                           | 1939 | 1979 | 1989 | 1999 | 2002 | 2009 |
| ------------------------- | ---- | ---- | ---- | ---- | ---- | ---- |
| Кількість мешканців, тис. | 61,6 | 36,0 | 32,2 | 31,4 | 30,0 | 28,2 |